# Ebersberg (huyện)
Ebersberg là một huyện ở bang Bayern, Đức. Huyện này giáp các huyện (từ phía bắc theo chiều kim đồng hồ): Erding, Mühldorf, Rosenheim và Munich.

## Lịch sử
Sự kiện quan trọng nhất trong lịch sử huyện này là trận Hohenlinden ngày 3 tháng 12 năm 1800, thuộc một phần của Chiến tranh Napoléon.

## Địa lý
Huyện này gồm các khu vực nông thôn phía đông thành phố Munich. Dù gần Munich, tỷ lệ đô thị hóa thấp. Về phía bắc, có một khu vực rừng liên tiếp giáp với diện tích 80 km², là khu vực giải trí cho dân thủ phủ Bayern. Khu vực rừng gồm ba khu vực không hợp nhất riêng: Anzinger Forst, Ebersberger Forst, và Eglhartinger Forst.

## Thị xã và đô thị
| Thị xã                  | Đô thị | |
| ----------------------- | --- | --- |
| 1. Ebersberg 2. Grafing | 1. Anzing 2. Aßling 3. Baiern 4. Bruck 5. Egmating 6. Emmering 7. Forstinning 8. Frauenneuharting 9. Glonn | 1. Hohenlinden 2. Kirchseeon 3. Markt Schwaben 4. Moosach 5. Oberpframmern 6. Pliening 7. Poing 8. Steinhöring 9. Vaterstetten 10. Zorneding |

Vùng chưa hợp nhất
1. Anzinger Forst
2. Ebersberger Forst
3. Eglhartinger Forst